# May Aufderheide

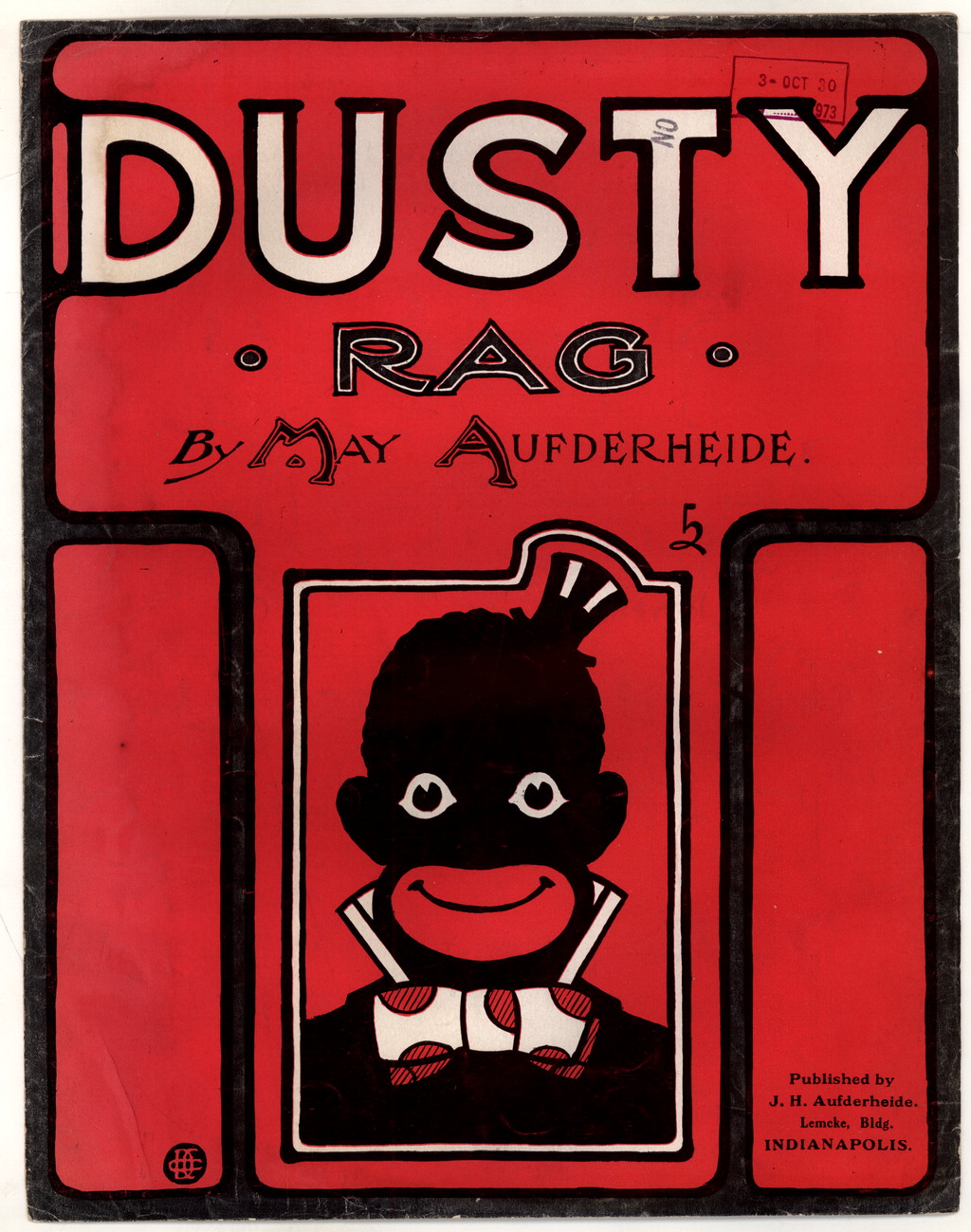
Dusty Rag, der erste veröffentlichte Rag Aufderheides.

May Frances Aufderheide Kaufman (* 21. Mai 1888 in Indianapolis; † 1. September 1972 in Pasadena (Kalifornien)) war eine  amerikanische Ragtimekomponistin. Sie gilt heute als die beste Komponistin dieses Genres.

## Leben
Aufderheide wuchs in einer musikalischen Familie auf; ihr Geige spielender Vater arbeitete als Bankier; dessen Schwester Mary Kolmer, die als Pianistin mit dem Sinfonieorchester von Indianapolis konzertierte, gab ihr als Mädchen klassischen Klavierunterricht. Spätestens 1908 komponierte sie die ersten Rags. Mit Geld aus der Familie und Unterstützung durch Freunde, die den Druck organisierten, gab sie im selben Jahr ihren Dusty Rag heraus, der zunächst, wie auch der Flyer Rag nur lokal vertrieben wurden. Kurz darauf betätigte sich ihr Vater als Musikpublizist und veröffentlichte weitere Werke seiner Tochter (aber auch anderer Komponistinnen aus ihrem Umkreis, wie Gladys Yelvington und Julia Lee Niebergall), auf die 1909 landesweit im American Musician and Art Journal hingewiesen wurde.
Aufderheide heiratete Thomas M. Kaufman, den Sohn des Architekten William S. Kaufman, mit dem sie nach Richmond (Indiana) zog, wo dieser zunächst seinen Vater unterstützte. Ab 1911 arbeitete er als Brooker im Unternehmen ihres Vaters; kurz darauf stellte May Aufderheide ihre letzten Kompositionen fertig. In späteren Jahren benutzte sie wegen Arthritis einen Rollstuhl. 1942 startete Bunk Johnson das Dixieland-Revival mit ihrem Dusty Rag. In den letzten Jahren sind ihre Titel immer wieder aufgeführt worden, in Deutschland beispielsweise in Gesprächskonzerten von Marcus Schwarz mit Sabine Wackernagel unter dem Motto „Red Peppers – Die Ragtimefrauen“, aber auch von Tobias Faßhauer orchestriert.

## Werke

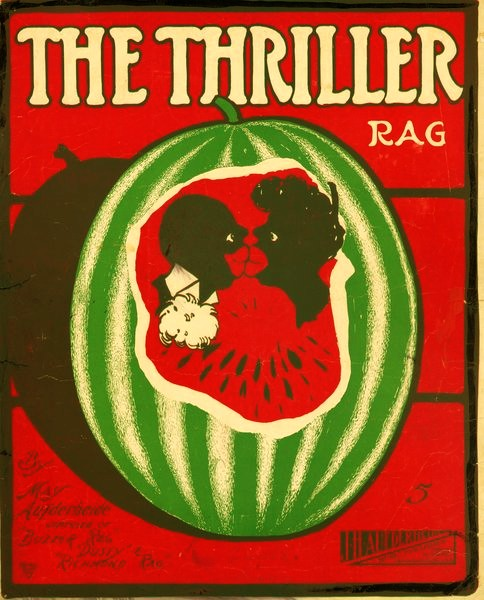
Titelseite der Notenausgabe zu The Thriller

1908
- Dusty Rag
- The Richmond Rag

1909
- The Thriller!
- Buzzer Rag
- I’ll Pledge My Heart to You

1910
- Blue Ribbon Rag
- A Totally Different Rag
- A Totally Different Rag Song[4]
- In Bamboo Land[4]
- My Girl of the Golden Days[4]

1911
- Novelty Rag
- Pompeian Waltzes
- I Want a Patriotic Girl[5]
- Drifting in Dreams With You[6]
- You and Me in the Summertime[6]
- I Want a Real Lovin’ Man[7]
- Pelham Waltzes

1912
- Dusty Rag Song[8]